# 杜倫
杜倫，又譯杜倫、達勒姆、達拉謨或德罕，香港又譯對衡，位於東北英格蘭，達拉謨郡內，是一個面積細小的自治市，也同時是該區一個重要的聚落。
達拉謨以諾曼時期興建的達拉謨座堂和城堡聞名，而現今城堡已為杜倫大學佔用為校舍。此外，HM達拉謨監獄則坐落於市中心的附近。

## 經濟
下表所示，是以達拉謨郡自1991年至2003年之基準價格所得出的附加值總額。（圖中數值單位以百萬英鎊計算）
| 年份   | 地區附加值總額 | 農業 | 工業  | 服務業 |
| ------ | -------------- | ---- | ----- | ------ |
| 1995年 | 4,063          | 47   | 1,755 | 2,261  |
| 2000年 | 4,783          | 40   | 1,840 | 2,904  |
| 2003年 | 5,314          | 39   | 1,978 | 3,297  |

## 地理
達拉謨位於英格蘭東北部桑德蘭（Sunderland）之西南方21公里。威爾河（River Wear）則自北面流經達拉謨，並圍繞住該地之東、南、西方，形成一個狀似「半島」的小河套。達拉謨一帶山巒起伏，傳統上更指它建於七座主要的山巒之上，至於市中心有一塊明顯高出的土地，就建有座高聳入雲，俯視威爾河的著名達拉謨座堂。此外，威爾河畔都是急遽陡峭的河岸，而且生長滿茂密的樹木，因此形成了幅幅風景如畫的景象。在達拉謨以西有一布朗尼河（River Browney），布朗尼河是一條向南流動的河流，一直流至達拉謨以南，再與威爾河結合。
皇家園藝學會曾於2005年舉辦一項名為盛放英倫（Britain in Bloom）之比賽，結果達拉謨在大型城鎮組別中勝出。

## 行政劃分

達拉謨之傳統旗幟。

達拉謨在行政劃上，是達拉謨郡的郡治；在地方政府區域劃分上，則被劃分於達拉謨市以內。達拉謨市的界限比達拉謨本身要廣。根據2001年的人口普查，達拉謨市有人口87,709人，佔地為186.68km²。達拉謨內，非教區人口為29,091人，總人口則為42,939人。
在選區劃分上，達拉謨屬於達拉謨市選區。該選區在英國下議院共有1個議席。現任下議院議員是工黨的羅伯塔·布萊克曼-活士（Roberta Blackman-Woods）。

## 交通

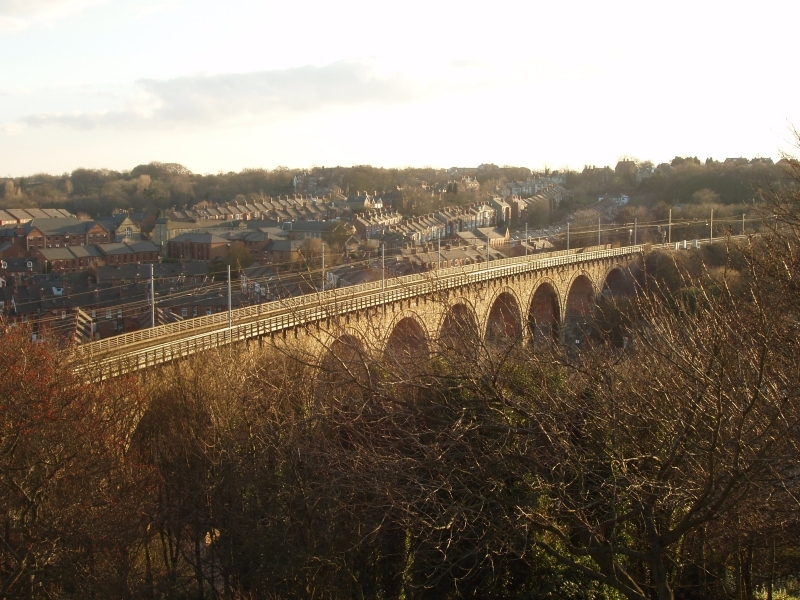
高架橋。

達拉謨內有達拉謨火車總站，是來往愛丁堡和倫敦的東濱主線之其中一站。而來自南方的火車乘客到抵達拉謨之前，火車必會經過一條維多利亞時代興建的高架橋。高架橋遠高出於地面，貫通達拉謨，狀甚美觀。至於道路方面，達拉謨東面則有A1（M）幹道經過，而該幹道正正是從昔日的北方大道（Great North Road）發展而來。另外，達拉謨以西則有A167幹道經過。航空交通方面，達拉謨以北有紐卡素機場，以南方則有達拉謨戴斯谷機場（Durham Tees Valley Airport）。這兩個機場同樣大約距離達拉謨約25里。
在2002年，達拉謨引入了全英國首個道路收費系統，向入城司機收取費用，但收費的範圍十分之小。

## 市內概況

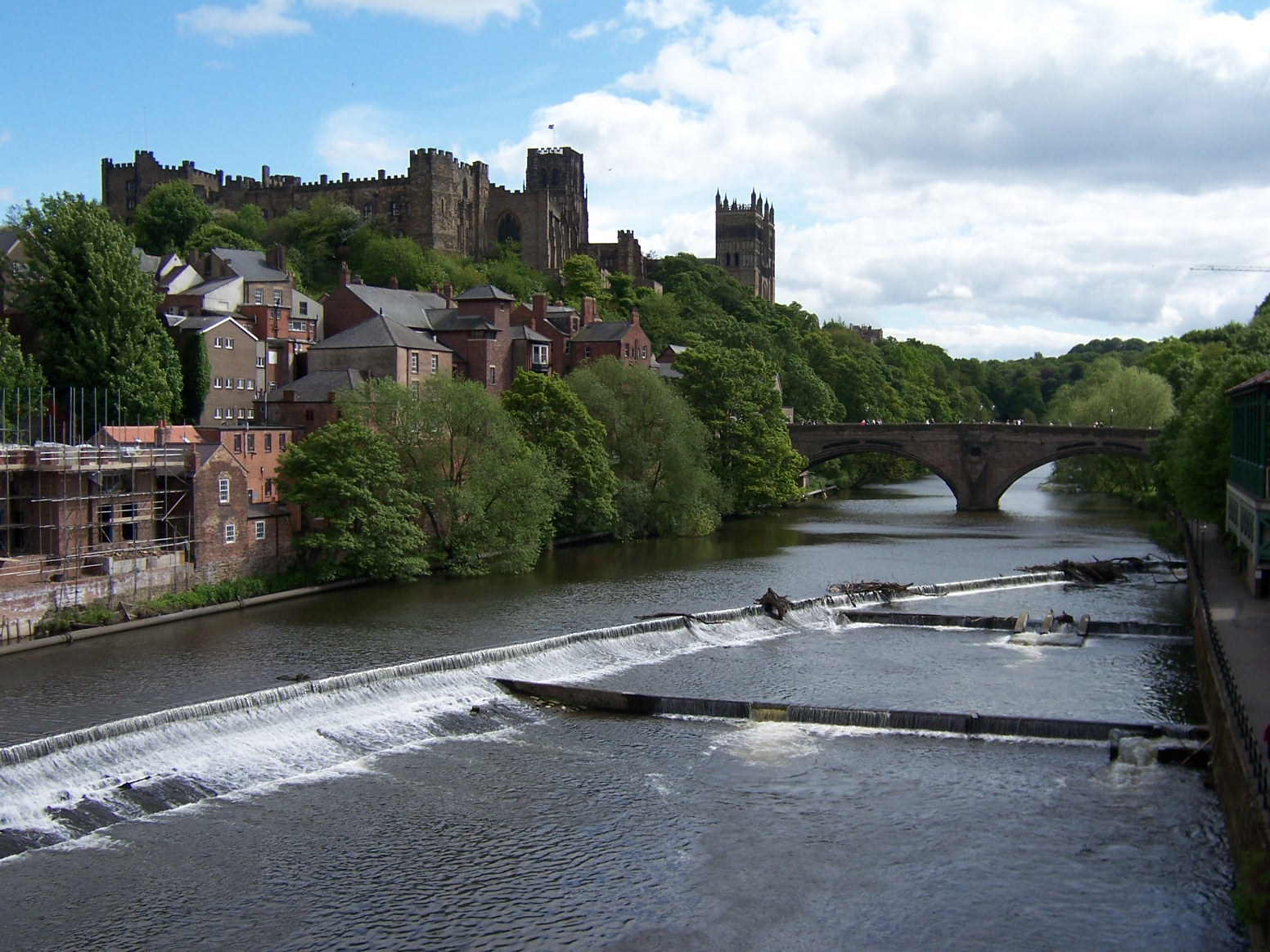
達拉謨城堡（前）與達拉謨座堂（後）。

達拉謨的市中心因為威爾河圍繞之關係而呈半島狀，其下部為市集（market square），並置有一座永久性的室內市場，而市集四周都是主要的商業和購物區。市集以南一帶名叫卑利區（The Bailey），卑利區內又有一宮殿草坪區（Palace Green）。卑利區幾乎全為杜倫大學和達拉謨座堂所佔有。
達拉謨的「半島」地區有三條古老的橋連接。第一條是「牧俸橋」（Prebends Bridge），連接達拉謨之南端。第二條是「艾維橋」（Elvet Bridge），連接東面的艾維區。第三條是「范爾威爾門橋」（Framwellgate Bridge），位於西面連接范爾威爾區、克羅斯門（Crossgate）和另一主要購物區——北道（North Road）。達拉謨西部建有著名的高架橋，因此該區又名「高架橋區」（The Viaduct）。高架橋所處之下的地方，屬達拉謨的市郊，分別名范爾威爾漠澤（Framwellgate Moor）和尼維爾十字（Neville's Cross）。達拉謨市集以北一帶可通往克萊徑（Claypath）。克萊徑是一條呈弧形的道路，一直伸延至達拉謨市中心之東面，可通往詹理斯門（Gilesgate）和詹理斯門漠澤等地。

## 歷史

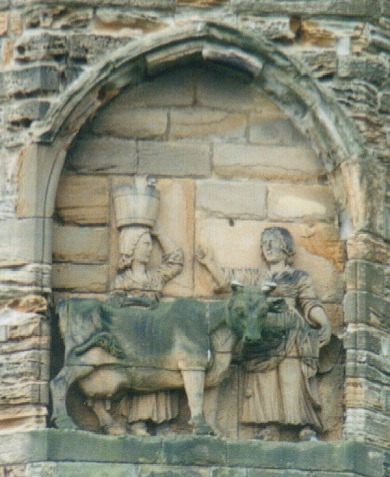
市內有關達拉謨建立的傳說石雕。

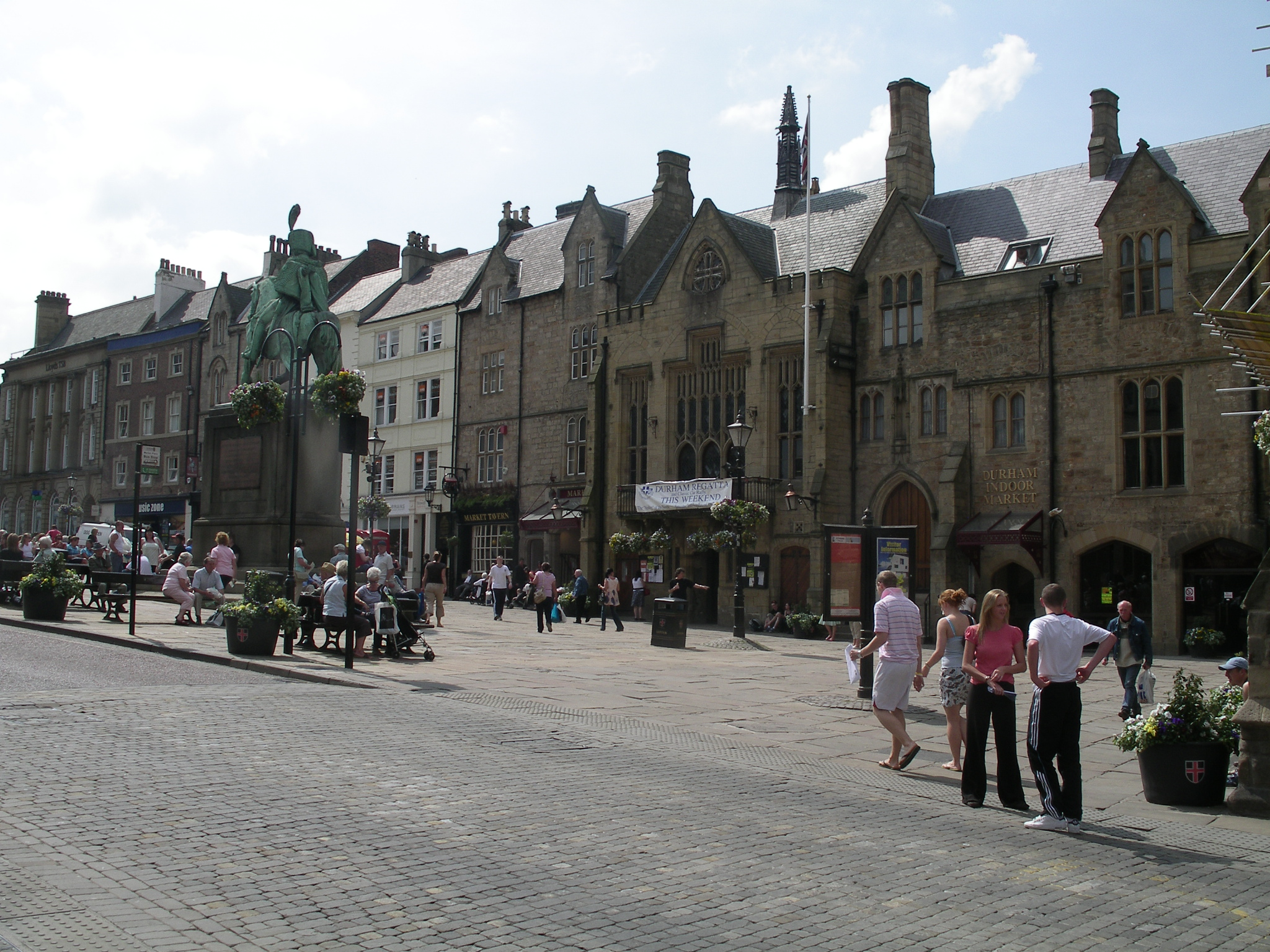
達拉謨市集

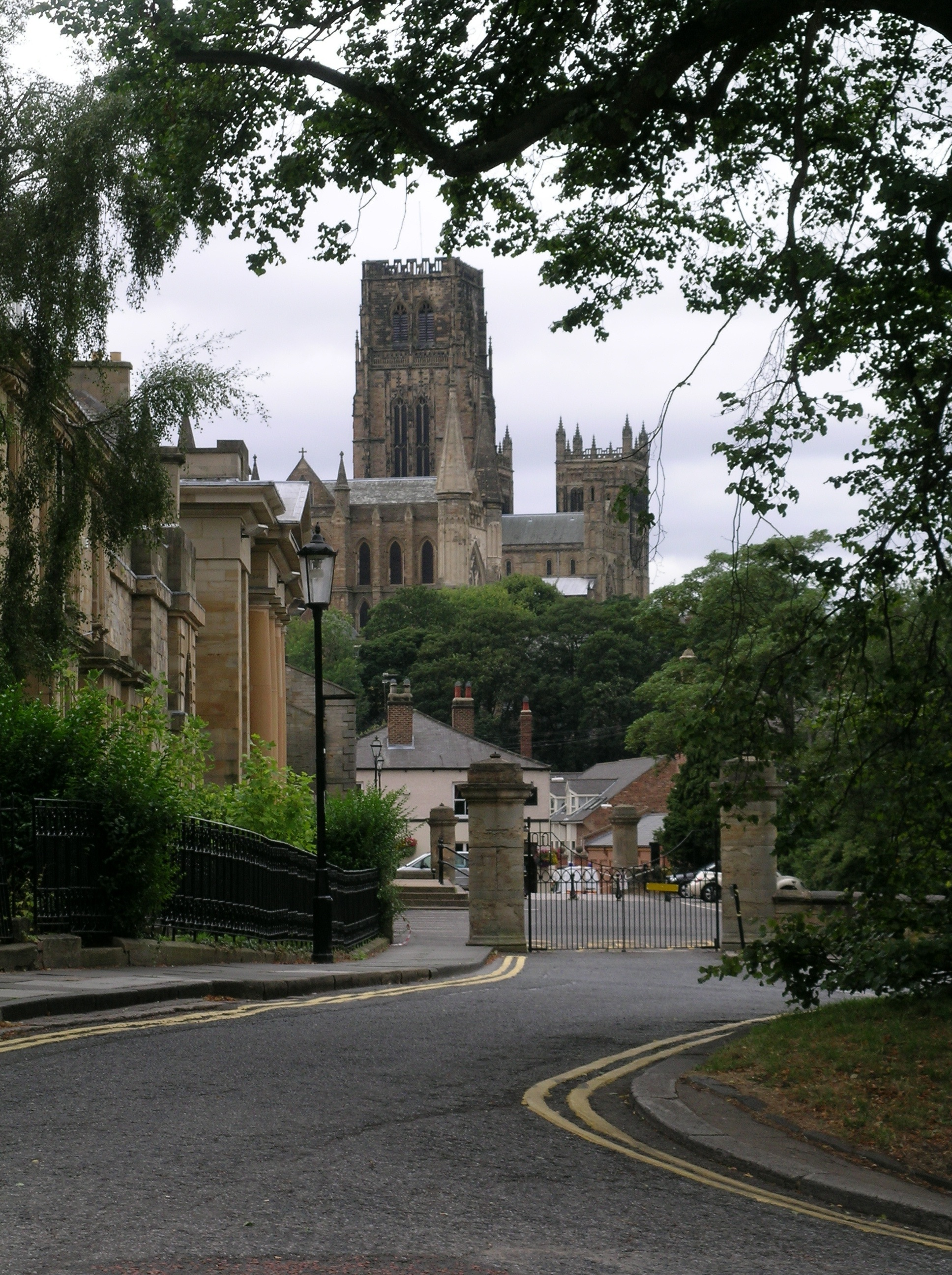
南卑利區。圖中可見到聖庫思伯特學會與聖約翰書院之局部。

根據考古發現，大約在公元前2000年，達拉謨已經出現人口聚落。而現存的達拉謨可上溯至995年，當時一批來自林迪斯法恩的僧侶到達這裡，看中了一處隆起的半島地帶，決定把已故聖庫思伯特（Saint Cuthbert）的遺體從彻斯特勒斯特里特（Chester-le-Street）轉而安放在這裡，並在那裡興建了一所教堂（依據傳說，更指出這批僧侶是得到一位負責擠牛奶的婢女帶領的。那位婢女當時正在尋找她失散了的牛，而今日教堂之所在地，就是最後牛隻被發現的地點）。現存的達拉謨座堂始建於1093年，至今教堂仍然存放住聖庫思伯特，以及美得者比得（Venerable Bede）之遺體。不少有名的旅遊書籍作家，如比爾·布萊森（Bill Bryson）等等皆認為，達拉謨大教堂是世上最優秀的教堂之一。
達拉謨座堂旁邊就是達拉謨城堡，兩者之間被一片宮殿草坪分隔開。達拉謨城堡由諾曼人始建於1071年，當時征服者威廉正從蘇格蘭征討後歸國。但現存部份建築則在近代新建，當中不少重建部份甚具維多利亞時代風格，這都是由安東尼·沙爾文（Anthony Salvin）所設計的。達拉謨城堡和達拉謨座堂早已在1986年的時候，連同英國另外7處地方，一同獲聯合國教科文組織列為世界遺產。而自1837年開始，達拉謨城堡已成為了杜倫大學的第一所書院，即大學書院（University College）的校舍。
達拉謨城堡興建以後的300年間，達拉謨多次被蘇格蘭人所衛困。當中，1346年的時候更曾經在達拉謨城堡以西1里的地方爆發了尼維爾十字戰役。
在中世紀的時候，基與達拉謨接近蘇格蘭，戰略上具重要地位，所以達拉謨一直是主要的政治和宗教權力中心。當時，達拉謨郡屬於巴拉丁領地（Count Palatine），由采邑主教（Prince-Bishop）所管治。這些采邑主教最初擁有管治世俗事務之權力，而且可以從西敏取得一定的自治權力，有權鑄造錢幣、擁有司法權力，甚至擁有自己的軍隊。在歷史上，諾曼人第一位任命之主教被稱作「伯爵主教」，伯爵主教只有一位，此後自1071年至1836年，都是由采邑主教所取代。在亨利八世在位期間，采邑主教之部份權力被分削，而供奉庫思伯特的神廟更在1538年被摧毀。最後，順著社會的轉變，采邑主教所剩下的額外權力於《1832年改革法案》通過後被完全撤銷。
在1832年，杜倫大學創立，至今校舍分佈於半島地區以及威爾河對岸艾維山一帶。在19世紀的時候，達拉謨之煤礦業開始興起，當地在1871年舉辦一年一度的達拉謨礦工盛典，盛典至今仍然是一項有名的活動。
達拉謨曾與范爾威爾組成市自治區（municipal borough），稱為「達拉謨曾與范爾威爾」。現今，該市自治區已經與達拉謨郊區和布蘭登與拜索圖斯市區（Brandon and Byshottles urban district）一同合併成達拉謨市（City of Durham）。

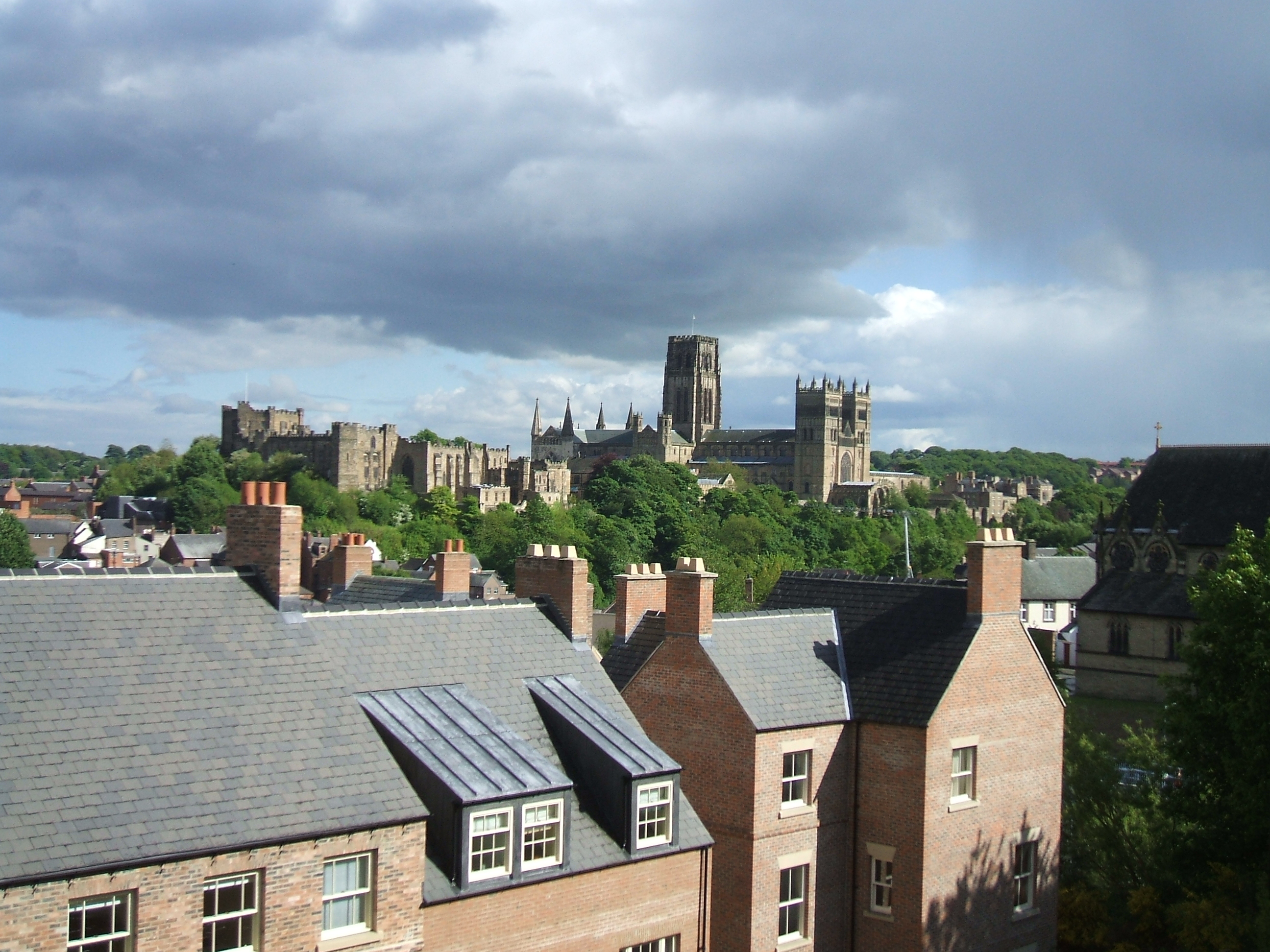
從高架橋遠眺達拉謨市區和達拉謨座堂。
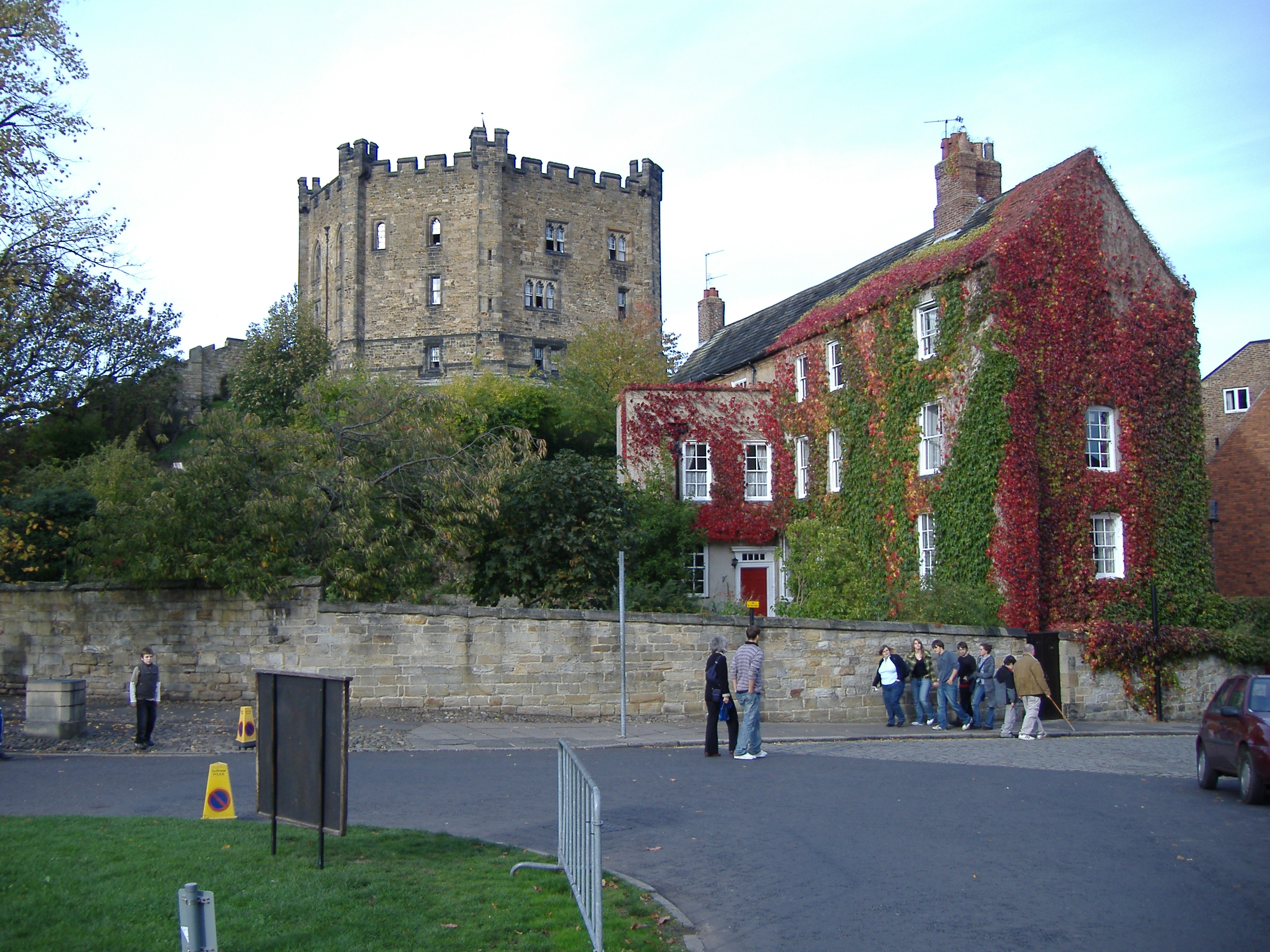
從宮殿草坪遠望達拉謨城堡。

## 歷史建築

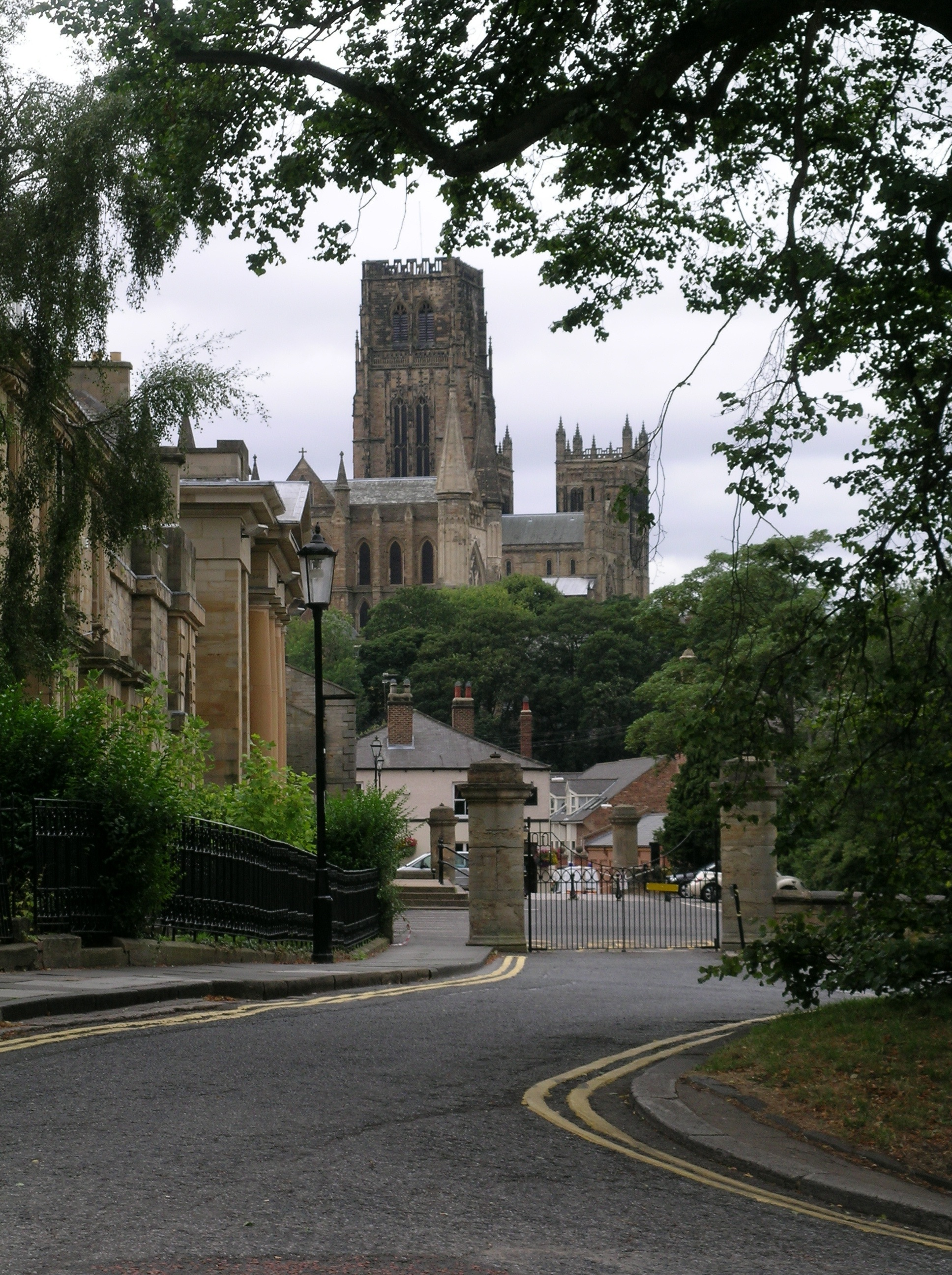
皇室法庭（前）與座堂（後）。

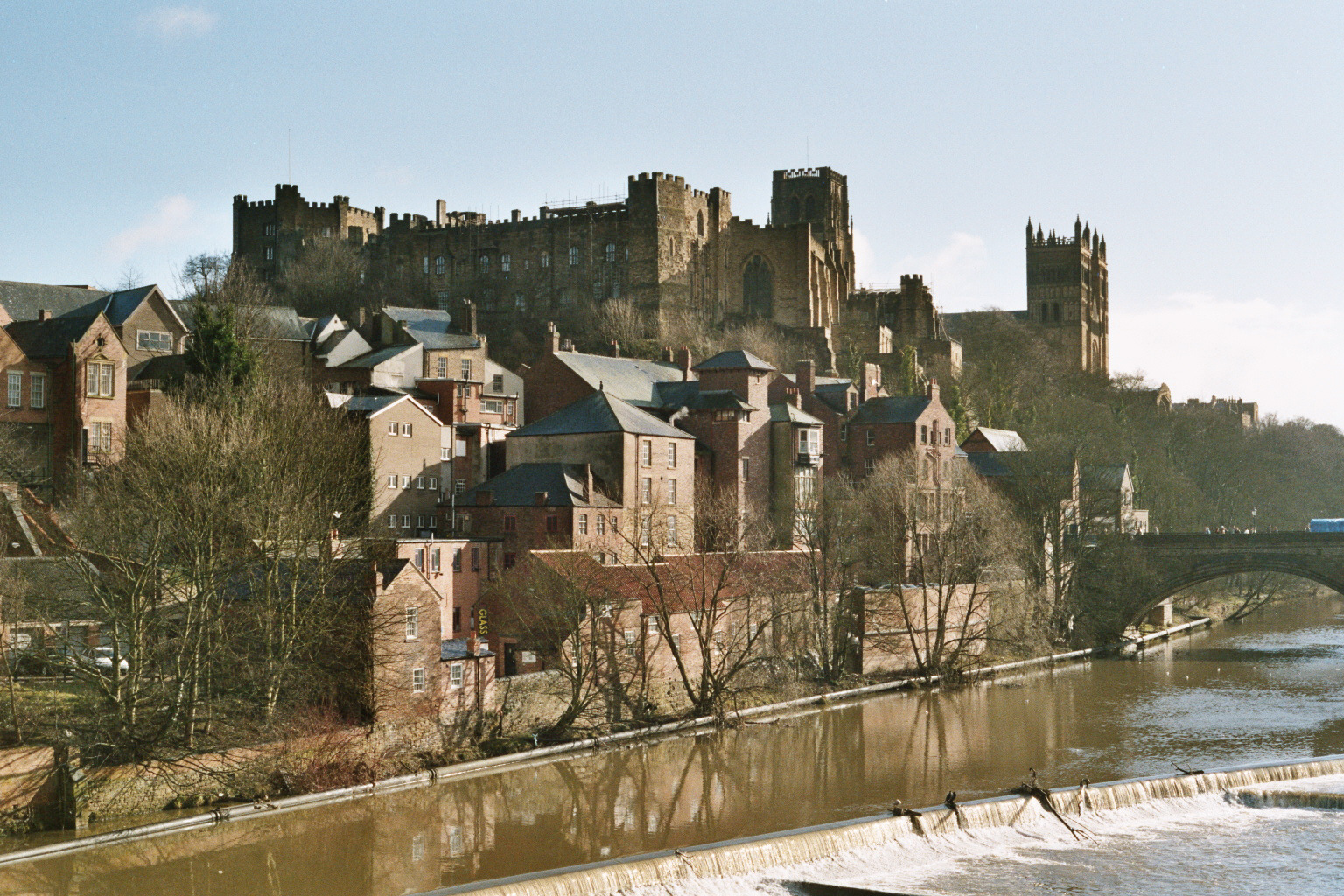
黃昏下的達拉謨城堡（前）與座堂（後）。

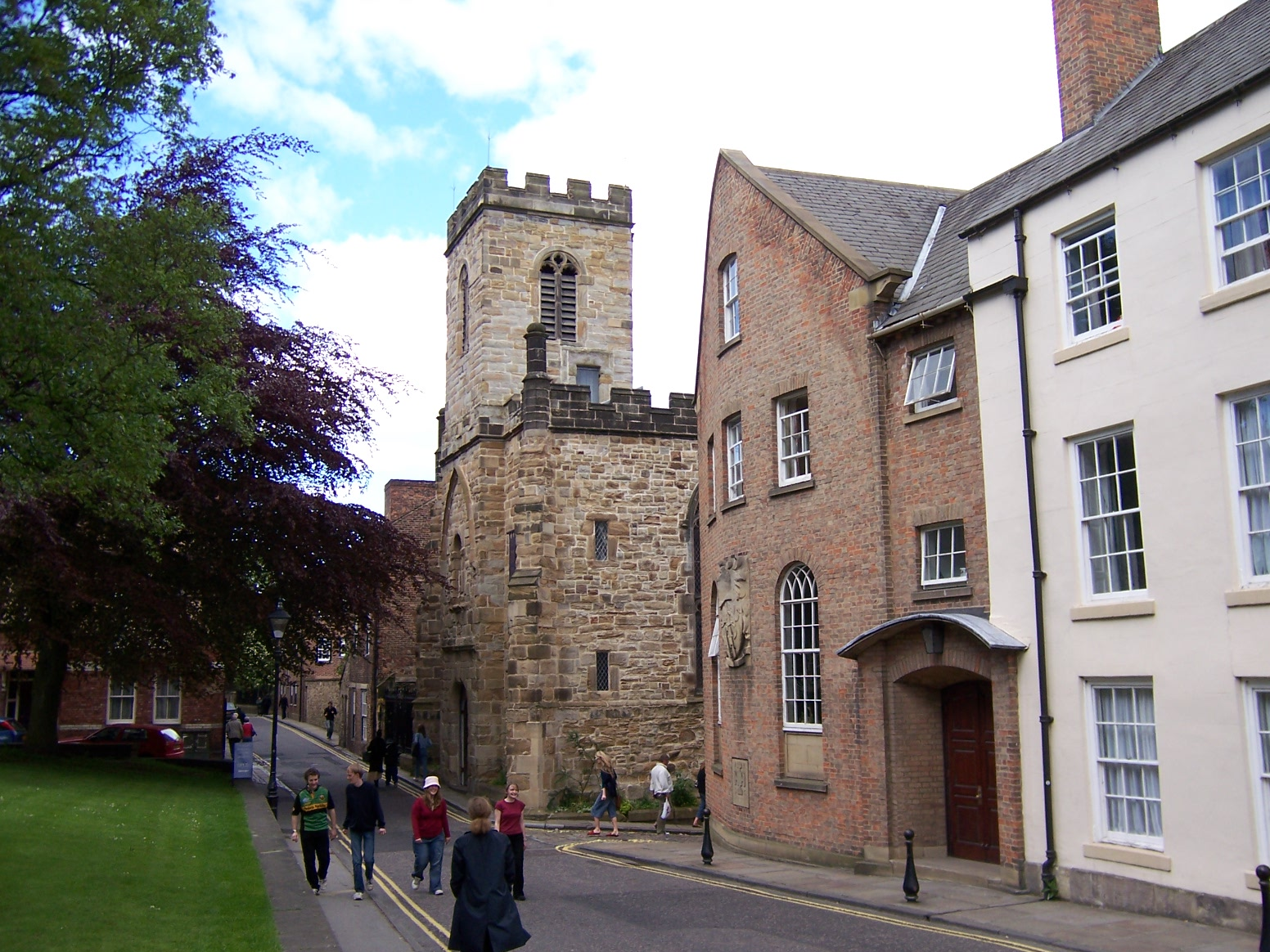
業已為達拉謨歷史遺產中心的聖瑪莉里波教堂（左）。

整個達拉謨的市中心現已被劃為保育區域。保育區域最先在1968年8月9日設立，保育區域範圍後來在1980年11月25日得到擴充。除了座堂和城堡外，達拉謨有超過630座古蹟是登記在冊建築物，當中有569座座落於達拉謨的市中心之市中心內，較有名的包括：

### 一級法定古蹟
- 唱詩班學校 （Chorister School）
- 克魯克堂 （Crook Hall）
- 艾維橋 （Elvet Bridge）
- 范爾威爾門橋 （Framwellgate Bridge）
- 凱皮爾醫院 （Kepier Hospital）
- 國皇門橋 （Kingsgate Bridge）
- 牧俸橋 （Prebends Bridge）
- 聖詹理斯教堂 （St Giles Church）
- 安提阿聖瑪嘉烈教堂 （Church of St Margaret of Antioch）
- 聖瑪莉里波教堂 （Church of St Mary-le-Bow，現為達拉謨歷史遺產中心）

### 二級法定古蹟
- Aykley Heads
- 科辛會督堂 （Bishop Cosin's Hall）
- 科辛圖書館 （Cosin's Library）
- 皇室法庭 （Crown Court）
- 聖庫思伯特學會 （St Cuthbert's Society）
- 聖約翰書院 （St John's College）
- 聖奧斯瓦德教堂 （St Oswald's Church）
- 鐵道高架橋
- 大會堂與市政廳

## 著名居民
- 傑姆·阿徹（Gem Archer）—英國搖滾樂隊綠洲的結他手
- （Tony Blair）—英國前首相
- 金斯利·鄧納姆爵士（Sir Kingsley Dunham）—英國地質調查局前總監
- 安娜·瑪麗亞·波特（Anna Maria Porter）—女作家
- 簡·波特（Jane Porter）—女作家
- 邁克爾·拉姆西（Michael Ramsey）—第100任坎特伯雷大主教
- 克里斯托弗·斯馬特（Christopher Smart）—詩人
- 休·沃波爾爵士（Sir Hugh Walpole）—作家
- 阿諾德·沃爾芬代爾爵士（Sir Arnold Wolfendale）—皇家天文學家
- （Rowan Atkinson）—英國演員
- 吉米·哈利 (James Alfred Wight) -兽医

## 雙子城市
- 斯洛伐克班斯卡·比斯特理察
- 北卡羅來納州達拉謨
- 巴登-符騰堡圖賓根

## 姊妹城市
- 北卡羅來納州達拉謨
- 新罕布夏州達拉謨
- 俄羅斯科斯特羅馬
- 日本富山市

### 其他
- 本条目包含来自公有领域出版物的文本: Chisholm, Hugh (编).  (第11版). London: Cambridge University Press. 1911.
- Spotlight on Durham's charge，BBC，2003年2月11日 （页面存档备份，存于）
- Regional Gross Value Added，英國政府，2005年12月21日（PDF格式）
- Census 2001，英國政府，2001年（PDF格式）

## 外部連結
- 達拉謨市議會 （页面存档备份，存于）
- 達拉謨郡議會 （页面存档备份，存于）
- 達拉謨大學 （页面存档备份，存于）
- 2001年人口普查
- 達拉謨簡史 （页面存档备份，存于）
- 達拉謨郡圖書之地方出版作品歷史